# Signs (Drake)
Signs è un singolo del rapper canadese Drake, pubblicato nel 2017 in collaborazione con il brand Louis Vuitton per la promozione della collezione primavera/estate 2018 dell'azienda francese.

## Tracce
1. Signs – 3:54